# Zita Hanrot
Zita Hanrot (Marsella, 7 de diciembre de 1989) es una actriz francesa de cine y televisión, conocida principalmente por su participación en la serie de Netflix Amor ocasional y en la película Fatima, por la que fue galardonada con el premio César a la mejor actriz revelación en 2015.

## Biografía
Hanrot nació el 7 de diciembre de 1989 en la ciudad francesa de Marsella. Es hija de padre francés y madre inglesa de origen jamaicano, y tiene un hermano que también es actor. Su padre es diseñador gráfico y profesor de Bellas Artes, mientras que su madre trabaja como ilustradora gráfica.
Se matriculó en la Universidad para estudiar Historia del Arte, pero poco después empezó a asistir al Conservatorio Nacional Superior de Arte Dramático, donde se graduó en 2014.
Antes de graduarse participó en diversas producciones como Radiostars, Une Nouvelle Amie y Eden. En 2015 interpretó a Nesrine en la película Fatima, del cineasta francés Philippe Faucon. Por dicho trabajo fue premiada con el César a la mejor actriz revelación en 2016.
En 2017 protagonizó junto a Clémence Boisnard la película La fête est finie. Por este papel recibió el premio a la Mejor Interpretación Femenina en el Festival International du film de Saint-Jean-de-Luz. En 2018 formó parte del elenco de la película Carnivores, de los hermanos Renier. A esta le siguieron Paul Sanchez est revenu! de Patricia Mazuy junto a Laurent Lafitte, L'Ordre des médecins de David Roux, y La vie scolaire de Mehdi Idir y Grand Corps Malade junto a Liam Pierron. En 2019 le puso voz a un personaje de la película animada Les hirondelles de Kaboul.
En 2018 encabezó el reparto de la serie Amor ocasional, producción original de Netflix, junto a Sabrina Ouazani, Josephine Drai, Marc Ruchmann, Syrus Shahidi y Tom Dingler. La emisión de los capítulos de la segunda temporada está prevista para octubre de 2019 en dicha plataforma.
En 2021 coprotagonizó el capítulo Snow in the desert (Nieve en el desierto) (temporada 2, episodio 4) de la serie de Netflix de ciencia ficción para adultos Love, Death & Robots, que combina la presencia de actores con imagen por ordenador.

## Filmografía

### Televisión
| Año         | Título            | Personaje | Canal    | Notas        |
| ----------- | ----------------- | --------- | -------- | ------------ |
| 2004        | Le Tuteur         | Malika    | France 2 | 1 episodio   |
| 2015        | Chefs             | Nadia     | France 2 | 2 episodios  |
| 2015        | Chez Victoire     | Iris      | M6       | TV movie     |
| 2015        | Rose et le soldat | Rose      | France 2 | TV movie     |
| 2016        | T.A.N.K.          | Zoé       |          | Miniserie    |
| 2018 - 2019 | Amor ocasional    | Elsa      | Netflix  | Protagonista |

### Cine
| Año  | Título                                          | Personaje   | Director                             | Notas                                                 |
| ---- | ----------------------------------------------- | ----------- | ------------------------------------ | ----------------------------------------------------- |
| 2012 | Radiostars                                      | Jennifer    | Romain Levy                          |                                                       |
| 2013 | Run                                             | Dounia      | Romain Laguna                        | Cortometraje                                          |
| 2014 | Eden                                            | Anaïs       | Mia Hansen-Løve                      |                                                       |
| 2014 | Une Nouvelle Amie                               |             | François Ozon                        | Reparto                                               |
| 2014 | Errance                                         |             | Peter Dourountzis                    | Cortometraje                                          |
| 2015 | Nuit/Béton                                      | Morgane     | Noe Weil                             | Cortometraje                                          |
| 2015 | Fatima                                          | Nesrine     | Philippe Faucon                      | Premio César a la mejor actriz revelación             |
| 2015 | Point du jour                                   | Sabrina     | Nicolas Mesdom                       | Cortometraje                                          |
| 2015 | Pot de depart                                   | Camille     | Martin Jerome                        | Cortometraje                                          |
| 2016 | Après Suzanne                                   | Laura       | Félix Moati                          | Cortometraje                                          |
| 2016 | Le Gang des Antillais                           | Linda       | Jean-Claude Barny                    |                                                       |
| 2016 | De sas en sas                                   | Nora        | Rachida Brakni                       |                                                       |
| 2017 | K.O.                                            | Dina        | Fabrice Gobert                       |                                                       |
| 2017 | La fête est finie                               | Sihem       | Marie Garel Weiss                    |                                                       |
| 2018 | Carnivores                                      | Samia Barni | Jérémie Renier y Yannick Renier      |                                                       |
| 2018 | Paul Sanchez est revenu!                        | Marion      | Patricia Mazuy                       |                                                       |
| 2018 | L'Ordre des médecins                            | Agathe      | David Roux                           |                                                       |
| 2019 | Les hirondelles de Kaboul                       | Zunaira     | Zabou Breitman y Eléa Gobbé-Mévellec | Voz                                                   |
| 2019 | La vie scolaire (Los profesores de Saint-Denis) | Samia Zibra | Mehdi Idir y Grand Corps Malade      |                                                       |
| 2023 | Lee                                             | Ady Fidelin | Ellen Kuras                          | Película protagonizada y financiada por Kate Winslet. |

## Premios y nominaciones
Premios César
- 2016: César a la Mejor actriz revelación por Fatima.[4][5]